# Борго Саки (Ферара)
Борго Саки (итал. Borgo Sacchi) је насеље у Италији у округу Ферара, региону Емилија-Ромања.
Према процени из 2011. у насељу је живело 17 становника. Насеље се налази на надморској висини од 6 м.